# Карл Лінк
Карл Лінк (нім. Karl Link, 27 липня 1942) — німецький велогонщик.
Олімпійський чемпіон 1964 року в командній гонці переслідування, срібний призер 1968 року в командній гонці переслідування.